# Saaldorf-Surheim
Saaldorf-Surheim är en kommun i Landkreis Berchtesgadener Land i Regierungsbezirk Oberbayern i förbundslandet Bayern i Tyskland.
Kommunen bildades 1 maj 1978 genom en sammanslagning av kommunerna Saaldorf och Surheim med namnet Saaldorf. Kommunen fick det nuvarande namnet 1 maj 1994.